# Gamla Varvet
Det Gamle Værft, gammel marinebase og skibsværft ved Stigberget i Majorna, Gøteborg. Den tidligste geografiske definitionen bliver: (beliggende på Kronens område på...) Älvsborgs Kungsladugårds landejendomme i Sävedalens härad, Örgryte socken. Grænserne for Gamla Varvet faststilledes først 1752 gennem en så kaldet rågångsförrättning.

## Historie
Hollænderen Albrecht van Velden opførte ved Stigberget er værft som igennem årene 1631–1639 kom til at bygge flere skibe: Västgöta Løve, @Jupiter, Götheborg, Götha Ark, og Draken. Efter van Veldens død 1638 blev værftet overtaget af hans svigersøn Gerrit Persson, som arrenderede området frem til 1664.
Men allerede 1641 krævede Amiralitetskollegiet at magistraten i Gøteborg "skulle upplåta ett lämplig område i Masthagen (Masthugget) för skeppsbyggeri åt kronan", og Gamla varvet kan regne sin historie fra den 1. december 1660. Det første fartøj, der blev bygget på Gamla varvet var en galas som blev strakt i oktober 1664 og løb af stabelen i april 1665.
Værftet blev først drevet af hollændere, men den 24. maj 1716 gav Karl XII byen privilegium til at drive værftet, men med krav om at byen skulle udruste tre skib til sit forsvar, hvilket magistraten ikke så sig kunne fylde. Den 24. maj 1717 overlod Karl XII derfor værftet til Lars Gathenhielm. Det lå på området mellem nuværende Djurgårdsgatan, Karl Johansgatan og Bläsgatan. Det blev brugt af flåden i årene 1660–1700, da det blev erstattet af Nya varvet.
I 1752 fik handelsmannen Peter Bagge et entreprenadkontrakt på Gamla varvet, og slog de to værfter, Vigen (nabo til Gamla varvet mod vest) og Gamla vavet, sammen. Sammenlægningden bestodfrem til 1767.

År 1799 besluttede man at modernisere Nya varvet, og 1803 blev de militære fartøjerne udrustet der.
På en offentlig auktion 1825 købtes værftsområdet af dykerikommissarien Ambrosius Landgren for 7.305 riksdaler banco. Allerede 1818 havde Landgren købt værftet Vigen, eller Bagges varv, efter kommerserådet Carl Bagges død. Efter en sammenlægning af de to værfter igen, blev hele området kaldet Gamla varvet. Arealet var på 6.839 kvadratfavne.
Da Ambrosius Landgren døde 1845 var hans søn Adolf Fredrik kun 16 år, hvorfor ansvaret indtil videre blev betroet til grossist O. P. Dahlin. År 1856 overtog A. F. Landgren værftet og ledte det til sin død 1871, kun 42 år gammel. Landgren havde ingen børn, så efter hans død overtog hans søstersøn George Douglas Kennedy ledelsen, 21 år gammel.
Det sidste sejlskib, der blev bygget på Gamla varvet, var Sigyn som blev søsat den 15. juli 1887, og 1907 ophørte værftet eftersom byen behøvede området til udvidelse af havnen. År 1912 tog byen over området, for 1,5 millioner kroner.
På en del af området blev Gamle varvsparken anlagt. Den tidligere Gamle varvsgatan fra 1852 er for tiden til stor del væk.